# Dreifaltigkeitskirche (Collinghorst)

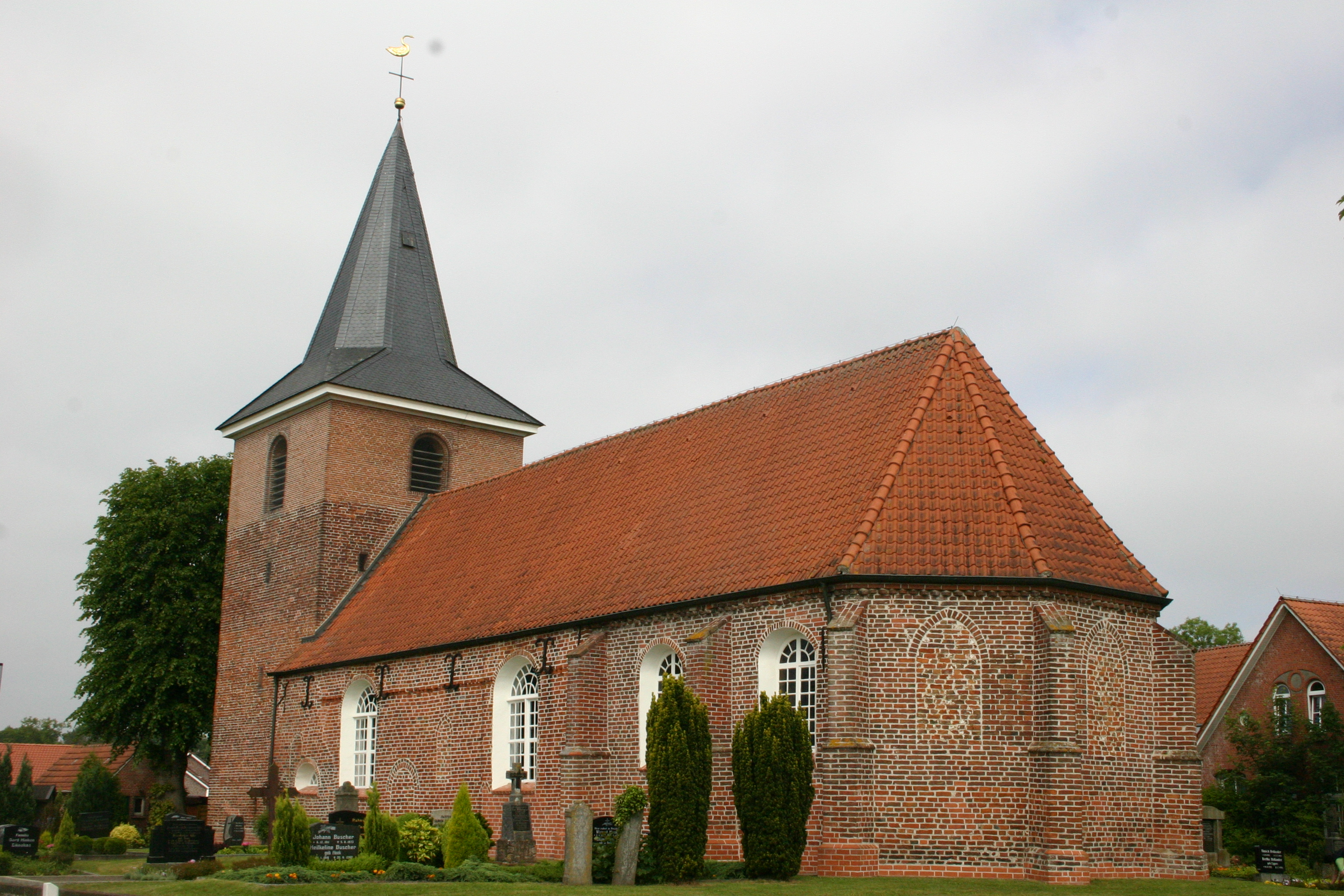
Dreifaltigkeitskirche

Die evangelisch-lutherische Dreifaltigkeitskirche ist eine einschiffige Kirche mit angebautem Westturm in Collinghorst, einem Ortsteil der ostfriesischen Gemeinde Rhauderfehn. Die romano-gotische Backsteinkirche wurde ab 1250 erbaut und ist damit die älteste Kirche des Overledingerlandes. Die Kirche erhielt ihren Namen nach der bei Renovierungsarbeiten freigelegten mittelalterlichen Darstellung der Trinität.

## Geschichte
Unklar ist, ob es in Collinghorst einen Vorgängerbau aus Holz gegeben hat. Im Jahre 1250 begann der Bau der Kirche, kurz nachdem in Ostfriesland begonnen wurde, in Feldbrand Ziegel aus Ton herzustellen. Der älteste Bauabschnitt ist das Langhaus, das eine Länge von 14,20 Meter und ein Innenmaß von 7,20 Meter Breite aufweist. Die dadurch entstandene Einraumkirche besaß einen Fußboden aus gestampftem Lehm, hatte kleine, sehr hoch sitzende Fenster, war mit einer Holzdecke versehen und hatte im Norden und Süden je ein gotisches Spitzbogenportal. Ursprünglich wurden diese bei Prozessionen benutzt, nach dem Einzug der Reformation in Ostfriesland aber zugemauert. Zuvor diente der Südeingang den Männern als Eingang, während die Frauen das Gotteshaus durch die Tür an der Nordseite betraten. Bis Ende des Zweiten Weltkriegs hielt sich auch in Collinghorst die Sitte, dass Männer und Frauen streng getrennt jeweils rechts und links des Mittelgangs saßen.
Die Fenster wurden im Laufe der Jahrhunderte ebenfalls zugemauert, sind aber im Außenmauerwerk noch deutlich zu erkennen. Dasjenige neben dem ehemaligen Portal ist ebenso spitzbogig wie dieses. Von einem ehemals vorhandenen Hagioskop in der Südwand ist nur noch außen ein Spitzbogen aus vier dachförmig aufgestellten Ziegeln erhalten.
Um 1350 erhielt die Kirche einen Turm, wurde um einen Chorraum erweitert und das Schiff um einen Meter verlängert. Dieser Bauabschnitt zeigt wiederum deutliche Elemente der Gotik, wie etwa Spitzbogenfenster. Der Chor weist im Inneren Gewölberippen mit rechteckigem Querschnitt auf. An den Chorwänden sind Malereien zum Thema „Gnadenstuhl“ zu erkennen. Er ist außen mit kräftigen Strebepfeilern besetzt. Das Vorjoch hat ein Kreuzrippengewölbe, im Polygon laufen die Rippen in einem Punkt zusammen. Die Kappe im Scheitel des Gewölbes ist mit der gemalten Darstellung eines Gnadenstuhles – eines Darstellungstypus der Trinität in der christlichen Kunst – geschmückt, die von zwei Engeln mit den Leidenswerkzeugen flankiert wird.
Der Turm war ursprünglich durch einen schmalen Gang von der Kirche getrennt und diente als Wehrturm, wovon Schießscharten und Kaminanlagen im Turm zeugen. Der Gang führte zur unteren Eingangspforte des Turmes. Neben dieser Pforte befanden sich Scharten, durch welche die Tür verteidigt werden konnte. Zum Zurückweichen in die oberen Turmräume diente eine Luke, die an der Innenseite über dem heutigen Kircheneingang im Mauerwerk zu erkennen ist. Ursprünglich besaß der Turm ein Satteldach. Dieses wurde im Jahre 1828 durch einen Blitzschlag zerstört und 1858 durch die heutige Spitze ersetzt.
Die Balkendecke aus dem 13. Jahrhundert wurde nach dem Dreißigjährigen Krieg durch das heute noch vorhandene Tonnengewölbe ersetzt. In dieser Zeit wurde wahrscheinlich auch das alte Gestühl der Kirche geschaffen. Von diesem hat sich eine Bank erhalten, die an der geschnitzten Tür die Jahreszahl 1768 aufweist. Sie ist heute als Kirchenvorsteherbank im Chorraum aufgestellt. Das heutige Gestühl wurde im Zuge einer Kirchenrenovierung im Jahre 1958 eingebaut. Dabei wurde auch der alte Bretterboden gegen einen Betonfußboden ausgetauscht.
Die mittelalterlichen Ausmalungen der Kirche waren nach der Reformation jahrhundertelang weiß übertüncht. Die Kirchenrenovierung 1958 brachte sie wieder zum Vorschein. An der Nordwand ist heute wieder ein Bild des Heiligen Christophorus zu sehen, das etwa zur Hälfte durch das neue Fenster hinter der Empore zerstört ist. In der Apsis wurden die alten Weihekreuze freigelegt, an der Südwand ein Spruch.

## Innenausstattung
Der älteste Ausstattungsgegenstand ist vermutlich das Holzkreuz mit dem Corpus Christi. Das Eichenholz, aus dem es geschaffen wurde, wurde im Moor in Collinghorst gefunden und in die Zeit um Christi Geburt datiert.
Es ist unklar, wann der Taufstein geschaffen wurde. Er entstammt vorreformatorischer Zeit und wurde, wie so viele Taufsteine in Ostfriesland, im 13. Jahrhundert aus Bentheimer Sandstein geschaffen. Ein Pastor soll ihn aus der Kirche entfernt haben. Anschließend diente er einem Collinghorster Apotheker als Mörser und anschließend in einem Garten als Blumenständer. Später wurde er vom Heimatmuseum in Westrhauderfehn sichergestellt und nach dem Zweiten Weltkrieg wieder in der Kirche aufgestellt. Die Kupferschale wurde von Schmiedemeister Hinrich Willms gefertigt. Die vorher genutzte hölzerne Taufe aus dem Jahre 1911 dient heute mit einem Aufsatz als Lesepult.
Im Altar waren einst die Reliquien des Schutzpatrons der Kirche untergebracht, dem sie vermutlich geweiht war. Es ist unklar, wer dieser Heilige war. Bei der Restaurierung 1958 wurde das Tongefäß für die Reliquie zerstört aufgefunden. Der Aufsatz stammt aus dem Jahre 1659 und wurde vom Kirchenvogt und Armenvorsteher Cord Roskam gestiftet. Er wurde geschaffen, nachdem die Gemeinde vom reformierten zum lutherischen Glauben übergewechselt war, und im Jahre 2005 umfassend renoviert. Im Zentrum befinden sich eine Darstellung des Abendmahls und weitere Szenen aus dem Neuen Testament.
Die Kanzel wurde 1816 in Loga (heute Stadtteil von Leer) erbaut. Sie stand ursprünglich in der Mitte der Südmauer und wurde 1958 an ihren heutigen Standort versetzt.
Das Abendmahlsgerät besteht aus einem der Gemeinde im 17. Jahrhundert gestifteten silbernen Kelch mit Oblatenteller aus Silber.
Von den vier Altarleuchtern wurden zwei 1880 geschaffen. 1958 stifteten der Kirchenvorstand und die Frauenhilfen Collinghorst und Glansdorf die beiden anderen. Der älteste Kronleuchter stammt aus dem Jahr 1672. Der größte Kronleuchter wurde der Kirche 1800 von den Brüdern Albert und Hinrich Janssen Roßkam geschenkt. Der ursprüngliche dritte Kronleuchter wurde im Jahr aus dem Erlös eines Kirchenkonzertes des 1879 gegründeten Männergesangvereins gekauft. Er musste im Zweiten Weltkrieg als kriegswichtiges Material abgeben werden und wurde nach einer Spende des Frauen- und Basarkreises 1988 wieder ersetzt.
Das Geläut der Kirche wurde 1956 angeschafft. Es besteht aus drei Glocken aus der Gießerei Erding bei München.

## Orgel

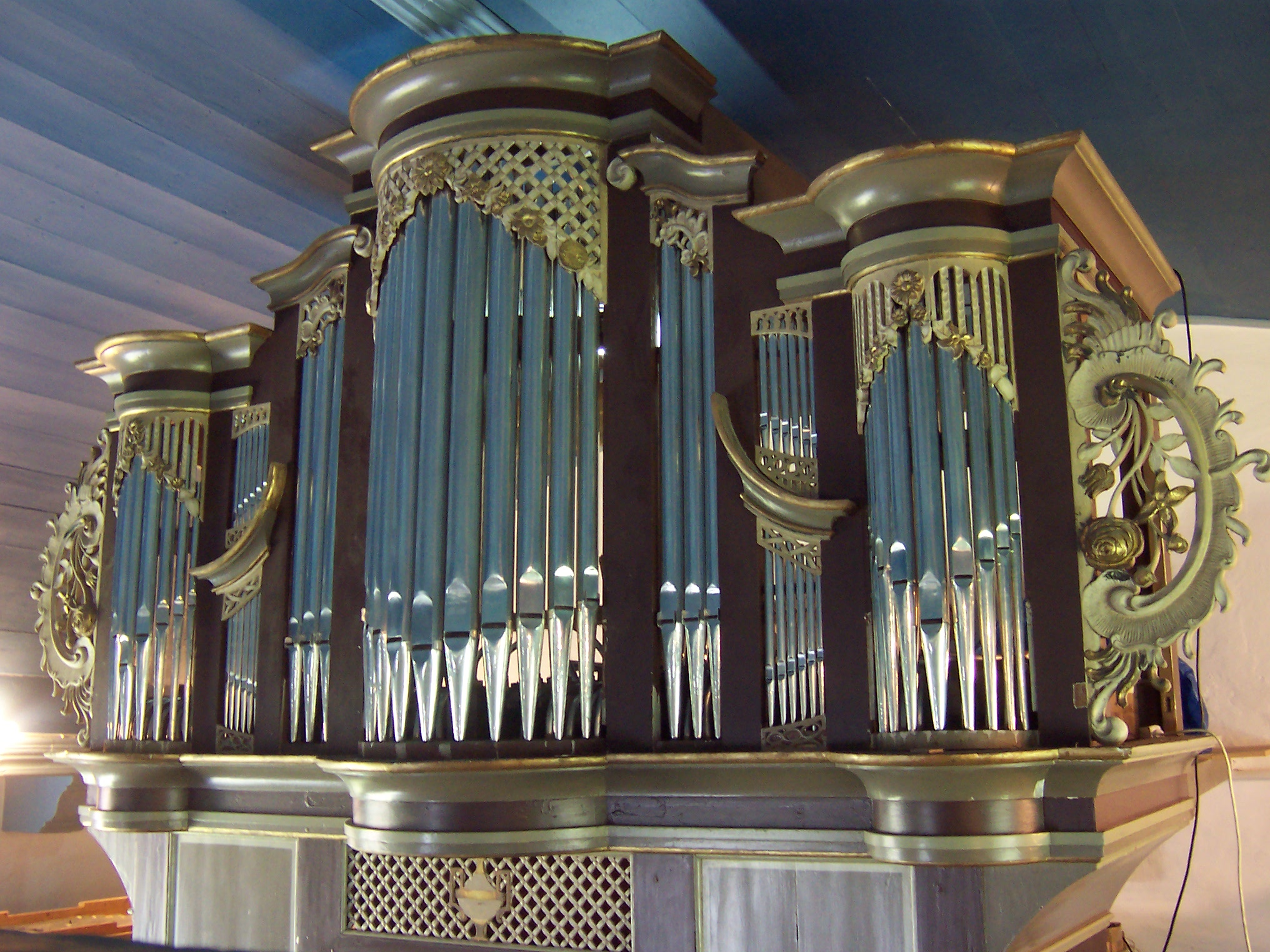
Orgel

Über die erste Orgel der Kirche ist wenig bekannt. Vermutlich wurde sie 1788 auf einer Empore im heutigen Chorraum errichtet. Die heutige Orgel steht, wie meistens üblich, auf einer Orgelempore im Westen. Sie wurde 1838 von Orgelbaumeister Johann Gottfried Rohlfs aus Esens erbaut und ist die letzte von ihm erbaute Orgel. Das Instrument ist weitgehend erhalten und weist in seiner Intonation und Disposition schon Elemente der aufziehenden Romantik auf. Die Orgel wurde 1952 unter Denkmalschutz gestellt und ab 1955 durch die Orgelbauwerkstatt Führer aus Wilhelmshaven renoviert. Dabei wurde der Winddruck verringert und die Intonation stark verändert, so dass die Orgel an Klangfülle verlor. In den Folgejahren wurde das Instrument nach dem Einbau einer Elektrostrahler-Heizung und der dadurch erzeugten trockenen Luft stark in Mitleidenschaft gezogen, so dass sie im Jahre 2007 erneut renoviert werden musste. Diesmal führte Orgelbaumeister Bartelt Immer eine umfassende Restaurierung durch und stellte damit auch die ursprüngliche Klangfülle wieder her.